# První neděle postní
První neděle postní (latinsky Dominica Prima in Quadragesima) je v římskokatolickém liturgickém roce první neděle následující po Popeleční středě, jež uvozuje liturgické období postu. 
Latinský název pro tuto neděli - Invocabit vychází z prvního slova introitu (vstupního zpěvu) této neděle. Latinský text antifony „Invocabit me et ego exaúdiam eum“ v češtině znamená„„Bude ke mně volat a já ho vyslyším“ Ž 91, 15 (Kral, ČEP) a vychází ze slov žalmu 90. Slova tohoto žalmu jsou ještě využity v liturgických textech částí Graduale, Tractus, Ofertorium a Communio.

## Lidová kultura
V českém prostředí se užívají také další názvy a to Černá neděle, Pučálka či Liščí neděle. Přívlastek černá je odvozen od zvyku žen odkládat v tento den barevný oděv a nahrazovat ho černým či s nošením černých šátků. Název pučálka je odvozen od stejnojmenného pokrmu z naklíčeného hrachu, někdy se toto označení používalo pro celou dobu mezi Popeleční středou a tímto dnem. Přívlastek liščí se užíval ve středních Čechách v souvislosti se zvykem pečení zvláštních preclíků, které se svázaly proutkem, pověsily na strom kde je děti sbíraly jako dárek od lišky.
S První nedělí postní byla či stále je i jinde spojena řada lidových zvyků, ve kterých často figuruje oheň. Doloženy jsou především ve Francii, Belgii, Německu, Rakousku a Švýcarsku. Oheň často zažehávají ti, kdo se ve vesnici naposledy oženili či provdali. 

### Francie
Ve Francii je zvyk chození s pochodněmi či zakládání ohňů znám z severovýchodní a centrální části země, především z historických regionů Pikardie, Franche-Comté, Auvergne a Berry. Těmto obyčejům byla připisována moc zajistit úrodnost sadů, zahrad, vinic a polí a jejich ochrana před nemocemi a pohromami. Ve francouzských Ardenách byly tyto zvyky živé ještě na počátku 20. století, kde se také na ochranu před nemocemi a zlovolnou magií upalovaly kočky. V Auvergne byl prováděn obřad Grannas-mias při kterém se od slaměné pochodně granno-mio zapalovaly pochodně a nosily do zahrad, sadů a polí. Podle Jamese Frazera souvisí tento zvyk s galským bohem Grannem.

### Belgie
V Grand Halleux děti týden či dva obcházely hospodářství a žádaly o dřevo. Toho, kdo odmítl, druhý den pronásledovaly a snažily se mu začernit tváře popelem. Na První neděli postní pak byly zažehávány hranice na kopcích a ve městě plane oheň okolo žerdi nazývané makral „čarodějnice“. V Morlanwenzu se pálil slaměný panák a děti a mládež která okolo ohně tančila, zpívala a přeskakovala jej, aby si zajistila dobrou úrodu, šťastné manželství a ochranu před kolikou. V Brabantsku do začátku 19. století ženy a muži v ženských šatech chodili s pochodněmi do polí, tančili a zpívali žertovné písně aby „zahnali člověka nepřítele“. V Pâturages se slavil asi do roku 1840 Escuvion či Scouvion – Den Malého Scouviona kdy se chodilo s pochodněmi po zahradách a sadech. Následující neděle byla nazývána Den Velkého Scouviona.

### Německy mluvící země
V jihozápadní části Německa, Lucembursku, Švýcarsku a západním Rakousku se často pálila v tento den „čarodějnice“, „stařena“ či „babička zima“. Zuhelnatělé kousky zbylé z upalování byly umísťovány do polí aby je ochránily před škůdci. Také se chodilo s pochodněmi nebo byla z kopců pouštěna ohnivá kola.
Na vrchovině Eifel v Porýní mládež sbírala po domech proutí a slámu a pak ji na kopci narovnala kolem vysokého buku. ke kterému vodorovně přivázala dřevo do podoby kříže. Tuto „chatrč“ či „zámek“ poté zapálili a s obnaženými hlavami a hořícími pochodněmi obcházeli za hlasitých modliteb. Někdy též byl upalován dřevěný panák. Ze směru dýmu se věštilo, na kterých polích bude bohatá úroda.
Zvyk upalovat figurínu čarodějnice má svou analogii v západoslovanském zvyku vynášení Smrti, konaném zpravidla až Pátou neděli postní a upalování jiných figur na konci masopustu.